# Основи океанології (підручник)
«Основи океанології» — підручник для географічних факультетів університетів, ISBN 978-966-439-015-3. (Хільчевський В. К., Дубняк С.С. Основи океанології: підручник. 2-ге вид., доповн. і перероб. — К.: ВПЦ «Київський університет». — 2008. — 255 с.).
Це - друге видання першого в країні україномовного підручника цих авторів з «Основ океанології» (2001 р.).
Автори підручника "Основи океанології : В.К. Хільчевський, доктор географічних наук, професор, заслужений діяч науки і техніки України, завідувач кафедри гідрології та гідроекології географічного факультету Київського національного університету імені Тараса Шевченка; С.С. Дубняк — кандидат географічних наук, доцент кафедри гідрології та гідроекології.
Підручник рекомендовано МОН України для студентів географічних факультетів університетів, він представлений у науковій електронній бібліотеці НБУ ім. В.І. Вернадського.

## Зміст підручника
У підручнику, який складається з 16 розділів, викладено теоретичні основи океанографії (океанології), охарактеризовано основні явища і процеси, що відбуваються у Світовому океані, та географічні закономірності їх проявів. 
Розглянуто історію океанографічних досліджень і сучасні уявлення про походження Світового океану,  морської води і її сольового складу, показано взаємовплив різних географічних оболонок: гідросфери, літосфери, атмосфери і біосфери у Світового океану. 
Проаналізовано особливості використання біологічних і мінеральних ресурсів океану та гідроекологічні проблеми, які виникають при їх господарському освоєнні. Значну увагу приділено моніторингу забруднення вод океанів і морів та їхній охороні.  
Наведено океанографічну характеристику Чорного і Азовського морів, що омивають територію України.